# 匀棘深水鳐
匀棘深水鳐（学名：Bathyraja isotrachys），又名勻棘深海鰩、勻棘深海鯆魮、魴仔，为單鰭鳐科深海鳐属的鱼类。分布于日本以及东海等海域。该物种的模式产地在日本。